# ヒプナゴジア
ヒプナゴジア(hypnagogia)とは、覚醒から睡眠状態への移行（入眠）時における半覚醒状態のことである。逆に睡眠状態から覚醒状態への移行時（起床時）の半覚醒状態をヒプノポンピア(hypnopompia)というが、広義にはこれもヒプナゴジアに含まれる。この「閾値意識」の段階で起こる可能性のある精神現象として、幻覚、明晰思考、明晰夢、金縛り（睡眠麻痺）などがある。ヒプナゴジアの状態における幻覚を入眠時幻覚（にゅうみんじげんかく、hypnagogic hallucination）という。

## 定義
「ヒプナゴジア」という言葉は、狭義には入眠時について使われ、フレデリック・マイヤースが提唱した起床時の半覚醒状態を指す「ヒプノポンピア」の対義語として使われる。しかし、広義には、入眠時と起床時の両方の意識状態、すなわち、ヒプノポンピアを含めた意味としても使われる。どちらの場合にも同じような精神現象が起こることや、人は睡眠状態と覚醒状態を繰り返すことがあるため、半覚醒状態の現象を入眠時・起床時のどちらか一方に当てはめることは実際には不可能である。本項目においては、特段の記載のない限り、「ヒプナゴジア」という言葉は広い意味で使用する。
狭義または広義の「ヒプナゴジア」や「ヒプノポンピア」の他の用語として、"presomnal sensations"、"anthypnic sensations"、"visions of half-sleep"（半睡眠幻視）、"oneirogogic images"、"phantasmata"、"the borderland of sleep"、"praedormitium"、"borderland state"、"half-dream state"、"pre-dream condition"、"sleep onset dreams"、"dreamlets"、"wakefulness-sleep transition" (WST)などが提唱されている。

## 現象
睡眠への移行および睡眠からの移行には、様々な知覚的経験が伴うことがある。これらの感覚的経験は、個別に、または組み合わせて起こる可能性があり、漠然としていてほとんど知覚できないものから、鮮明な幻覚まで、様々である。

### 視覚
より一般的に報告され、より徹底的に研究されているヒプナゴジアの知覚現象として、眼閃がある。これは、一見ランダムな斑点、線、幾何学的パターン（フォームコンスタントを含む）、または具象的な（表象的な）イメージとして現れる幻視である。また、光のトンネルを通って移動する幻視も報告されている。典型的には、個々の画像は瞬間的なものであり、すぐに他の画像に変化する。人はヒプナゴジアの幻視を断片的な夢への漸進的な移行として認識するが、ヒプナゴジアの幻視は通常、静的であり、物語性がないという点で夢とは異なる。

### テトリス効果
寝る前にある反復的な活動、特に初めての活動に長い時間を費やした人は、傾眠時（ウトウトした時）にその幻視を見ることがある。これをテトリス効果という。これは、健忘症で元の活動の記憶を失った状態でも起こることが観察されている。その活動がビデオゲームの『テトリス』のように、物を動かすことを伴うものの場合、知覚する幻視も移動を伴うものであることが多い。テトリス効果は視覚に限定されず、他の知覚にも起こりうる。例えば、精神医学者のロバート・スティックゴールドは、登山の後の入眠時に岩を触る感覚を知覚したことを報告している。

### 聴覚
ヒプナゴジアの幻覚は多くの場合、聴覚的なもの、もしくは聴覚的な要素を持つものである。視覚と同様に、ヒプナゴジア的な聴覚についても、かすかな音から、ノックや衝突、爆発のような大きな音（頭内爆発音症候群）まで、その強さは様々である。自分の名前が呼ばれる、袋をぺちゃんこにする、ドアベルが鳴るなどを想像する人もいたり、ホワイトノイズを感じることもある。想像された言葉の断片は普通のものである。典型的には無意味で断片的であるが、これらの発話事象は、時折、その時の自身の思考の適切な要約となっていることもある。また、言葉遊び、造語などが含まれていることが多い。ヒプナゴジア的な音声言語は、対象者自身の「内なる声」として現れたり、他の人（親しい人や見知らぬ人）の声として現れたりすることがある。よりまれに、詩や音楽が聞こえることもある。

### その他の知覚
ヒプナゴジアの幻覚として、味覚、嗅覚、触覚（痺れや蟻走感として報告されるものを含む）、温度覚など、全ての感覚が報告されている。時には共感覚もある。多くの人が、実際の音に反応して光の閃光やその他の視覚イメージを見たと報告している。深部感覚、痺れや体の大きさ・プロポーションの変化、ベッドが船のように浮いたり揺れたりする感覚、体外離脱なども報告されている。おそらくこの種の最も一般的な経験は、多くの人々が時折遭遇する落下感覚やジャーキング（不随意の筋肉の痙攣）である。

### 認識と感情の現象
睡眠中の思考プロセスは、通常の覚醒状態とは根本的に異なる傾向がある。例えば、ヒプナゴジア状態で同意した何かは、覚醒状態においては完全にばかげているように見えるかもしれない。ヒプナゴジアには、自我の境界の緩み、開放性、感度、物理的および精神的な環境の内在化（共感）、注意散漫が含まれる。ヒプナゴジア的な認識は、通常の覚醒状態と比較して、高い被暗示性、非論理性、観念の流動的な関連性によって特徴づけられる。被験者はヒプナゴジア状態では、実験者からの暗示に対して他の時間よりも受容性が高く、外部刺激をヒプナゴジア的な思考の連鎖やその後の夢に容易に取り入れる。この受容性は生理学的にも観察できる。脳波の測定値は、睡眠の開始時に音に対する反応性が高くなることが示されている。
ヘルベルト・シルベレは、「自己記号論」(autosymbolism)と呼ばれるプロセスについて記述している。それは、ヒプナゴジア的な幻覚が、抑圧なしに、その時に考えていることを何でも表現しているように見え、抽象的な観念を具体的なイメージに変え、それが適切で簡潔な表現として知覚されるというものである。
ヒプナゴジア状態において問題解決のための洞察が得られることがある。アウグスト・ケクレがストーブの前でうたた寝をしていたときに、分子が蛇になり、自分の尻尾を咥えて輪（ウロボロス）になる幻覚を見たことで、ベンゼンが環状構造であることに気づいたという話はよく知られている。他にも多くの芸術家、作家、科学者、発明家が、ヒプナゴジア状態で創造性が高められると主張している。その中には、ベートーヴェン、リヒャルト・ワーグナー、ウォルター・スコット、サルバドール・ダリ、トーマス・エジソン、ニコラ・テスラ、アイザック・ニュートンなどがいる。ハーバード大学の心理学者ディアードレ・バレットは2001年の研究で、睡眠の後半の完全な夢の中でも問題を解決することはできるが、ヒプナゴジアでは、幻覚的なイメージを目前にしている状態でそれを批判的に検討することができることから、問題をより解決しやすいことを明らかにした。
ヒプナゴジア状態が睡眠の他の段階と共通している特徴は健忘である。ただし、これは選択的健忘であり、意味記憶を担当する大脳新皮質記憶系ではなく、エピソード記憶や自伝的記憶を担当する海馬記憶系に影響を与える。ヒプナゴジアとレム睡眠が意味記憶の定着に役立つことが示唆されているが、その証拠は論争の的となっている。例えば、抗うつ薬や脳幹の病変によるレム睡眠の抑制が、認知に有害な影響を与えるという証拠は発見されていない。
ヒプナゴジア的な現象は、体験者の信念や所属する文化に応じて、預言、予知、霊的体験、霊感として解釈されることがある。

## 生理学
生理学的研究では、自発的な睡眠導入体験という厳密な意味でのヒプナゴジアに集中する傾向がある。このような経験は特にノンレム睡眠の第1段階と関連しているが、睡眠前のアルファ波でも発生することがある。デイビスらは、入眠時の夢のようなイメージの短い閃光がアルファ波の脳波活動の低下と相関していることを発見した。堀らは、入眠時のヒプナゴジア状態は、覚醒状態と睡眠状態のどちらとも異なる状態であり、ユニークな電気生理学的、行動的、主観的な特徴を持つと考えている。一方、ジェルメーヌらは、自発的に発生するヒプナゴジア的幻覚時の脳波パワースペクトルと、レム睡眠とリラックスした覚醒状態の両方の脳波パワースペクトルの間に類似性があることを実証している。
覚醒から睡眠への移行期にイメージを伴う脳波状態の性質をより正確に特定するために、堀らは、アルファ波の割合の変化（ステージ1-3）、20 µV未満の抑制波（ステージ4）、シータ波紋（ステージ5）、のこぎり波の割合（ステージ6-7）、および睡眠紡錘波の存在（ステージ8-9）によって定義される9つの脳波ステージのスキームを提案した。ジェルメーヌとニールセンは、自発的なヒプナゴジア的幻覚が主に、堀の脳波ステージのステージ4（脳波の平坦化）とステージ5（シータ波紋）で起こることを発見した。
"covert-rapid-eye-movement"（隠れたレム）仮説は、覚醒-睡眠移行期にレム睡眠の隠された要素が現れるとするものである。これを支持するBódiczらは、WST(wakefulness-sleep transition)脳波とレム睡眠脳波の間には、前者とステージ2睡眠の間よりも類似性が高いことを指摘している。
ヒプナゴジア状態では、前頭筋の活動の低下や呼吸パターンの変化も指摘されている。
マイクロスリープ（ごく短い時間睡眠状態に陥る現象）は、睡眠不足などが原因であり、覚醒状態のいつでも睡眠状態に陥り、認知障害や健忘症を引き起こす可能性がある。
ジェームズ・H・オースティンは著書"Zen and the Brain"（禅と脳）の中で、定期的な瞑想が、最初はアルファ波の段階で、後にはシータ波の段階で、入眠の後の段階でヒプナゴジアのプロセスを凍結させるという特殊なスキルが開発されるという推測を表明している。

## 歴史
アリストテレス、イアンブリコス、ジェロラモ・カルダーノ、サイモン・フォアマン、エマヌエル・スヴェーデンボリの著作に、ヒプナゴジアに関する初期の言及が見られる。ロマン主義は、睡眠の始まりと終わりにおける主観的な経験に対する新たな関心をもたらした。より最近の世紀では、多くの作家がこの状態に言及している。例えば、エドガー・アラン・ポーは、自身が経験した「空想」(fancies)について「それは私が寝入り端にあるときで、自分がその状態であると意識したときだけである」と書いた。
科学的な探求は、19世紀にヨハネス・ペーター・ミュラー、ジュール・バイヤルジェ、アルフレ・モーリーによって始まり、20世紀に入ってもE・B・リロイによって続けられた。
チャールズ・ディケンズの『オリバー・ツイスト』の第34章には、ヒプナゴジア状態に関する詳細な記述がある。
脳波の発見により、これらの初期の研究者の内省的な方法は、生理学的なデータで補完された。ヒプナゴジアの知覚と神経的相関関係の探索は、1930年代にデイビスらによって始まり、現在も高度化している。行動主義的パラダイムの支配が研究の衰退をもたらした一方で、特に英語圏では、20世紀後半になって研究が復活し、ヒプナゴジアとそれに関連した変性意識状態の研究が、意識の学際的な研究で重要な役割を果たすようになった。それにもかかわらず、ヒプナゴジア的体験とそれに対応する神経学についてはまだ多くのことが理解されておらず、このトピックは睡眠や夢と比較してやや軽視されてきた。ヒプナゴジアは、「人はよく通るが、まだ地図が作られていない領域」 と喩えられている。
hypnagogiaという言葉は、1983年の論文でアンドレアス・マブロマティスによって一般的な心理学の文献に登場したが、hypnagogicとhypnopompicは1800年代に既に造語され、ハヴロック・エリスがその言葉を使っている。hypnagogicという言葉は、元々アルフレ・モーリーによって、入眠時の意識状態に名前を付けるために造語された。hypnopompicは、その後すぐにフレデリック・マイヤースによって、覚醒の開始を表すために造語された。hypnagogiaという言葉は、マブロマティスによって、一般的に睡眠遷移意識状態の研究を識別するために使用されており、彼は研究対象の特定の経験を識別する目的で、hypnagogic（入眠時）とhypnopompic（起床時）を使用している。

## 研究
自己観察は、初期の研究者の主要なツールであった。20世紀後半以降、これにアンケート調査や実験的研究が加わった。3つの方法はいずれも欠点はあるが、推奨するポイントもある。
ヒプナゴジアに伴う健忘が、ヒプナゴジアの研究を難しくしている。また、ヒプナゴジア体験が非常に淡いものであることも、それに拍車をかけている。これらの問題は、自発的または誘発的な中断、睡眠操作、「寝入り端でホバリングする」技術を使用してヒプナゴジア状態の持続時間を延長すること、被験者の観察力と注意力の力を高めるための内省の技術の訓練など、多くの方法で克服されてきた。
ヒプナゴジア状態を延長するための技術は、非定形のもの（例えば、被験者が眠りにつくときに片方の腕を上げて、腕が倒れることで目が覚めるようにするなど）から、リラックスとシータ波脳波活動によって特徴づけられる「シータ状態」（我々が夢を見ているときの状態）を誘導するためのバイオフィードバック装置の使用に至るまで、多岐にわたっている。
もう一つの方法は、感覚遮断の一形態であるガンツフェルトの設定により、主観的に睡眠導入に似ていると言われる状態を誘発することである。しかし、2つの状態の間の同一性の仮定は根拠がないかもしれない。ガンツフェルトにおける平均的な脳波スペクトルは、入眠時のものよりもリラックスした覚醒状態のものに似ている。ウェックマンらは、「ガンツフェルトにおける知覚は、主観的には入眠時のものと非常に似ているが、『ヒプナゴジア的』というラベルを貼るべきではない」と結論づけ、真のヒプナゴジア的知覚をカバーするような、他の状態で生成された主観的に類似した知覚を含めた「ヒプナゴジア状の体験」(hypnagoid experience)のような広いカテゴリーを考慮すべきだろうとしている。

### 文献
- Blackmore, Susan (2003). Consciousness: an Introduction. London: Hodder & Stoughton. ISBN 0-340-80909-4
- Mavromatis, Andreas (1987). Hypnagogia: the Unique State of Consciousness Between Wakefulness and Sleep. London: Routledge and Kegan Paul. ISBN 0-7102-0282-2
- Runco, Mark A.; Pritzker, Stephen R. (1999). Encyclopedia of Creativity: a-h